# Think Tanks and Civil Societies Program
Il Think Tanks and Civil Societies Program (TTCSP) è un'iniziativa senza scopo di lucro dell'Università della Pennsylvania a Filadelfia, nata nel 1989 su impulso del Foreign Policy Research Institute.
Il programma mantiene aggiornata una banca dati mondiale di 6.300 pensatoi politici e istituti di ricerca attivi nell'ambito delle scienze politiche. I risultati vengono presentati nella pubblicazione annuale del Global Go To Think Tank Index.

## Storia
Nato come un progetto di ricerca statunitense, fin dai primi anni '90 il programma assunse progressivamente un carattere globale a seguito della globalizzazione dei mercati, della nascita dell'Unione europea e dell'integrazione con le economie asiatiche.
Nel 1999, la Banca Mondiale prese contatti con gli economisti R. Kent Weaver della Brookings Institution e James McGann del Foreign Policy Research Institute, incaricandoli di organizzare la Global Development Network, una conferenza svoltasi a Barcellona nel 2000. Da essa nacque l'omonima rete di ricerca globale e il primo rapporto intitolato Think Tanks and Civil Societies: Catalysts for Ideas and Action.
Nell 2008, il programma TTCSP passò sotto la competenza del programma di relazioni internazionali dell'Università della Pennsylvania.

## Global Go To Think Tank Index
Il Global Go To Think Tank Index è una classifica annuale di oltre 6.000 think tank politici distribuiti in tutto il mondo.
Al 2010, la metodologia di analisi si svolgeva in tre fasi che prevedevano il coinvolgimenti di politici, scienziati, donatori e think tank.
Il metodo di studio e valutazione è stato criticato da Enrique Mendizabal e da Goran Buldioski, direttore del Think Tank Fund, assistito dall'Open Society Institute di George Soros.
Nel 2018, questo indice indicava negli Stati Uniti il paese con il maggior numero di pensatoi politici (1871), seguito da: India (509), Cina (507), Regno Unito (321), Argentina (227), Germania (218), Russia (215), Francia (203), Giappone (128), Italia (114), Brasile (103), Canada (100), Sudafrica (93).